# 灰头鹦鹉
灰头鹦鹉（学名：Psittacula finschii），是鹦形目鹦鹉科的一种鸟类。

## 特征
灰头鹦鹉体重约89.6克，翼长约150.4毫米，嘴峰长约25.6毫米，喙宽度约13.7毫米，喙厚度约20.8毫米，跗蹠长约15.9毫米，尾长约222.6毫米。灰头鹦鹉在其分布区内为留鸟，其栖息在半开放的高大树木组成的森林中，食性为草食性。

## 分布
印度北部（西孟加拉邦）至中国南部、缅甸和印度支那。